# Getúlio
Pour plus de détails, voir Fiche technique et Distribution.
Getúlio est un drame historique brésilien réalisé par João Jardim (pt) et sorti en 2014. 
Au Grand Prix du cinéma brésilien 2015, le film a remporté trois prix : Tony Ramos comme acteur protagoniste ; Tiago Marques comme meilleur directeur artistique et Martín Macias Trujillo comme meilleur maquillage.
Le film sort le 1er mai 2014. Les rôles principaux sont tenus par Tony Ramos, dans le rôle de Getúlio Vargas, et Drica Moraes dans le rôle d'Alzira Vargas, fille et conseiller de l'ancien président.

## Synopsis
Le film parle de l'intimité des 19 derniers jours de la vie de Getúlio Vargas, pendant lesquels il s'est isolé dans le palais du Catete, quand ses adversaires l'ont accusé d'être le mandant (cerveau) de l'attentat de la rue Tonelero (pt) contre le journaliste Carlos Lacerda.

## Fiche technique
- Titre original : Getúlio
- Réalisation : João Jardim (pt)
- Musique : Federico Jusid (en)
- Pays d'origine :  Brésil
- Langue : portugais
- Format : couleur
- Genre : Drame, historique et biopic
- Durée : 140 minutes
- Dates de sortie :
  -  Brésil : 1er mai 2014

## Distribution
- Tony Ramos[1],[2] : Getúlio Vargas
- Drica Moraes (pt) : Alzira Vargas (pt)
- Alexandre Borges (en) : Carlos Lacerda
- Adriano Garib : général da Costa (pt)
- Marcelo Médici : Lutero Vargas (pt)
- Leonardo Medeiros : général Caiado (pt)
- Fernando Luís (en) : Benjamim Vargas (en)
- Daniel Dantas (en) : Afonso Arinos
- Murilo Elbas (pt) : majordome João Zaratimi
- Sílvio Matos : général Carneiro de Menezes
- José Raposo (en) : Nero Moura (pt)
- Thiago Justino : Gregório Fortunato (en)
- Luciano Chirolli (pt) : général Tavares
- Clarisse Abujamra (en) :  Darcy Vargas (en)